# Monte Alvernia
Il Monte Alvernia è una collina delle Bahamas, localizzata sull'isola di Cat. Con la sua altitudine di 63 metri s.l.m., rappresenta il punto più elevato del territorio delle Bahamas.
Il suo nome deriva da quello de La Verna, chiesa della Toscana dove San Francesco d'Assisi avrebbe ricevuto le stigmate.